# Kieron Dyer
Kieron Dyer, född 29 december 1978 i Ipswich, är en engelsk före detta fotbollsspelare (mittfältare). Mellan 1999 och 2007 spelade han 33 matcher för det engelska landslaget och var bland annat uttagen i truppen till VM 2002 och EM 2004.
Den 13 juli 2011 skrev Dyer på ett ettårskontrakt med Premier League-nykomlingen Queens Park Rangers efter att hans kontrakt med West Ham gått ut.